# Samir Sellimi
Samir Sellimi (ar. سمير السليمي; ur. 15 czerwca 1970) – tunezyjski piłkarz grający na pozycji pomocnika. W swojej karierze rozegrał 48 meczów w reprezentacji Tunezji. Jego brat Adel również był piłkarzem i reprezentantem kraju.

## Kariera klubowa
W swojej karierze piłkarskiej Sellimi grał w klubie Club Africain, w którym występował w latach 1997-1997. Wywalczył z nim trzy mistrzostwa Tunezji w sezonach 1989/1990, 1991/1992 i 1995/1996 oraz zdobył Puchar Tunezji w sezonie 1991/1992 i Puchar Mistrzów w 1992 roku.

## Kariera reprezentacyjna
W reprezentacji Tunezji Sellimi zadebiutował 20 grudnia 1988 w zremisowanym 1:1 towarzyskim meczu z Liberią, rozegranym w Monrovii. W 1994 roku został powołany do kadry na Puchar Narodów Afryki 1994. Na tym turnieju rozegrał jeden mecz, grupowy z Zairem (1:1). Od 1988 do 1995 roku rozegrał w kadrze narodowej 48 meczów.